# Panggak Laut
Panggak Laut is een bestuurslaag in het regentschap Lingga van de provincie Riau-archipel, Indonesië. Panggak Laut telt 706 inwoners (volkstelling 2010).